# Coupe de la Ligue française de football 2014-2015
Navigation
Coupe de la Ligue 2013-2014 Coupe de la Ligue 2015-2016
La Coupe de la Ligue de football 2014-2015 est la 21e édition de la Coupe de la Ligue de football française, organisée par la LFP.
Les deux premiers tours préliminaires se disputeront le 12 et le 26 août. La phase finale quant à elle, débutera avec les seizièmes de finale le 29 octobre 2014 pour se terminer avec une finale programmée pour le samedi 11 avril 2015.

## Déroulement de la compétition

### Calendrier
| Tour                        | Nom                 | Tirage au sort                                                                         | Date             | Nombre de participants |
| Tours préliminaires (2014)  |                     |                                                                                        |                  |                        |
| 1                           | Premier tour        | 15 juillet 2014 Hôtel des portes de Sologne, Orléans                                   | 12 août          | 20                     |
| 2                           | Deuxième tour       | 15 juillet 2014 Hôtel des portes de Sologne, Orléans                                   | 26 août          | 12                     |
| 3                           | Seizièmes de finale | 10 septembre 2014 Hôtel Prince de Galles, Paris                                        | 28 / 29 octobre  | 20 (6+14 de L1)        |
| Phase finale (2014 et 2015) |                     |                                                                                        |                  |                        |
| 1                           | Huitièmes de finale | 5 novembre 2014 Siège de La Poste, Paris, effectué par Julien Benneteau                | 16 / 17 décembre | 16 (10+6 européens)    |
| 2                           | Quarts de finale    | 17 décembre 2014 Stade de Gerland, Lyon, effectué par Jean-Marc Mormeck                | 13 / 14 janvier  | 8                      |
| 3                           | Demi-finales        | 14 janvier 2015 Stade Pierre-Mauroy, Villeneuve-d'Ascq, effectué par Vahid Halilhodžić | 3 / 4 février    | 4                      |
| 4                           | Finale              |                                                                                        | samedi 11 avril  | 2                      |

### Participants
| Clubs de Ligue 1 (20)     | arrivent au second tour Ligue 2 (2) (exempt de premier tour) |
| ------------------------- | ------------------------------------------------------------ |
| arrivent en 8e de finale  | LB Châteauroux                                               |
| Paris Saint-Germain FC T  | AC Ajaccio                                                   |
| AS Monaco FC              | arrivent au premier tour Clubs de Ligue 2 (18)               |
| Lille OSC                 | FC Sochaux-Montbéliard                                       |
| AS Saint-Étienne          | Valenciennes FC                                              |
| Olympique lyonnais        | GFC Ajaccio                                                  |
| EA Guingamp               | AS Nancy-Lorraine                                            |
| arrivent en 16e de finale | Chamois niortais                                             |
| Olympique de Marseille    | Dijon FCO                                                    |
| FC Girondins de Bordeaux  | Stade brestois 29                                            |
| FC Lorient                | Tours FC                                                     |
| Toulouse FC               | Angers SCO                                                   |
| SC Bastia                 | ES Troyes AC                                                 |
| Stade de Reims            | US Créteil-Lusitanos                                         |
| Stade rennais FC          | Le Havre AC                                                  |
| FC Nantes                 | AC Arles-Avignon                                             |
| Evian TG FC               | Clermont Foot                                                |
| Montpellier HSC           | Nîmes Olympique                                              |
| OGC Nice                  | AJ Auxerre                                                   |
| FC Metz                   | Stade lavallois                                              |
| RC Lens                   | US Orléans                                                   |
| SM Caen                   | Clubs de National (2)                                        |
|                           | FC Istres                                                    |
|                           | CA Bastia                                                    |

### Règlement
Chaque tour se déroule en un seul match. En cas d'égalité, une prolongation de 2 périodes de 15 minutes est disputée. Si l'égalité persiste, une séance de tirs au but départage les 2 équipes.

## Résultats

### Tours préliminaires

#### Premier tour
| Mardi 12 août 2014 | Valenciennes FC (L2)                    | 1 - 3   | ES Troyes AC (L2)                              |                                                                                                   |                                                                                                   |
| 18h30              | Kaboré 40e Enza-Yamissi 43e Nguette 56e | (0 - 1) | Gimbert 23e Azamoum 50e Ayasse 57e Darbion 74e | Stade du Hainaut, Valenciennes Spectateurs : 4 631 Diffuseur : France 4 Arbitrage : Olivier Thual | Stade du Hainaut, Valenciennes Spectateurs : 4 631 Diffuseur : France 4 Arbitrage : Olivier Thual |
| 18h30              | Rapport                                 |         |                                                | Stade du Hainaut, Valenciennes Spectateurs : 4 631 Diffuseur : France 4 Arbitrage : Olivier Thual | Stade du Hainaut, Valenciennes Spectateurs : 4 631 Diffuseur : France 4 Arbitrage : Olivier Thual |

| Mardi 12 août 2014 | Tours FC (L2)                                                   | 2 - 2 a.p. 2 - 4 t. a. b. | Dijon FCO (L2)                                                            |                                                                                   |                                                                                   |
| 20h00              | Diaz 6e Kouakou 15e Adnane 64e Diaz 77e Diaz 81e Berenguer 115e | (1 - 0, 2 - 2, 2- 2)      | Bela 33e Diony 66e Babit 71e Souprayen 81e Diony 87e Reynet 93e Cissé 94e | Stade de la Vallée du Cher, Tours Spectateurs : 3 578 Arbitrage : Sylvain Palhies | Stade de la Vallée du Cher, Tours Spectateurs : 3 578 Arbitrage : Sylvain Palhies |
| 20h00              | Rapport                                                         |                           |                                                                           | Stade de la Vallée du Cher, Tours Spectateurs : 3 578 Arbitrage : Sylvain Palhies | Stade de la Vallée du Cher, Tours Spectateurs : 3 578 Arbitrage : Sylvain Palhies |
| 20h00              | Chavalerin Ketkeophomphone Bouhours Fontaine                    | Tirs au but 2 - 4         | Philippoteaux Varrault Gastien Diony                                      | Stade de la Vallée du Cher, Tours Spectateurs : 3 578 Arbitrage : Sylvain Palhies | Stade de la Vallée du Cher, Tours Spectateurs : 3 578 Arbitrage : Sylvain Palhies |

| Mardi 12 août 2014 | Stade lavallois (L2)                    | 2 - 0   | FC Sochaux-Montbéliard (L2)           |                                                                                 |                                                                                 |
| 20h00              | Robic 11e Gonçalves 70e Gonçalves 90+3e | (1 - 0) | Zouma 73e Guerbert 90+2e Vivian 90+2e | Stade Francis-Le-Basser, Laval Spectateurs : 5 732 Arbitrage : Alexandre Castro | Stade Francis-Le-Basser, Laval Spectateurs : 5 732 Arbitrage : Alexandre Castro |
| 20h00              | Rapport                                 |         |                                       | Stade Francis-Le-Basser, Laval Spectateurs : 5 732 Arbitrage : Alexandre Castro | Stade Francis-Le-Basser, Laval Spectateurs : 5 732 Arbitrage : Alexandre Castro |

| Mardi 12 août 2014 | AS Nancy-Lorraine (L2)   | 2 - 1   | Le Havre AC (L2)                                |                                                                              |                                                                              |
| 20h00              | Coulibaly 12e Grange 45e | (2 - 0) | Manzala 55e Ikoko 64e Saïss 68e Le Marchand 74e | Stade Marcel-Picot, Nancy Spectateurs : 12 579 Arbitrage : Sébastien Moreira | Stade Marcel-Picot, Nancy Spectateurs : 12 579 Arbitrage : Sébastien Moreira |
| 20h00              | Rapport                  |         |                                                 | Stade Marcel-Picot, Nancy Spectateurs : 12 579 Arbitrage : Sébastien Moreira | Stade Marcel-Picot, Nancy Spectateurs : 12 579 Arbitrage : Sébastien Moreira |

| Mardi 12 août 2014 | AC Arles-Avignon (L2)                                             | 3 - 2   | Chamois Niortais FC (L2)            |                                                                                 |                                                                                 |
| 20h00              | Ngakoutou 19e N'Diaye 49e Ngakoutou 54e Ngakoutou 86e Ouaamar 87e | (1 - 1) | Koné 24e Roye 65e Koné 70e Koné 81e | Parc des Sports, Avignon Spectateurs : 1 093 Arbitrage : Alexandre Perreau-Niel | Parc des Sports, Avignon Spectateurs : 1 093 Arbitrage : Alexandre Perreau-Niel |
| 20h00              | Rapport                                                           |         |                                     | Parc des Sports, Avignon Spectateurs : 1 093 Arbitrage : Alexandre Perreau-Niel | Parc des Sports, Avignon Spectateurs : 1 093 Arbitrage : Alexandre Perreau-Niel |

| Mardi 12 août 2014 | Clermont Foot 63 (L2)  | 1 - 0   | FC Istres (N)                             |                                                                                 |                                                                                 |
| 20h00              | Capelle 5e Nkololo 42e | (1 - 0) | Belmonte 31e Jeunechamp 80e Barbier 90+3e | Stade Gabriel-Montpied, Clermont Spectateurs : 1 962 Arbitrage : Romain Delpech | Stade Gabriel-Montpied, Clermont Spectateurs : 1 962 Arbitrage : Romain Delpech |
| 20h00              | Rapport                |         |                                           | Stade Gabriel-Montpied, Clermont Spectateurs : 1 962 Arbitrage : Romain Delpech | Stade Gabriel-Montpied, Clermont Spectateurs : 1 962 Arbitrage : Romain Delpech |

| Mardi 12 août 2014 | US Orléans (L2)                                     | 1 - 1 a.p. 3 - 4 t. a. b. | AJ Auxerre (L2)                         |                                                                              |                                                                              |
| 20h00              | Tomas 22e Maah 45+3e Elissalde 61e                  | (1 - 1, 1 - 1, 1 - 1)     | Boé-Kane 24e Chérif 44e                 | Stade de la Source, Orléans Spectateurs : 4 089 Arbitrage : Yohann Rouinsard | Stade de la Source, Orléans Spectateurs : 4 089 Arbitrage : Yohann Rouinsard |
| 20h00              | Rapport                                             |                           |                                         | Stade de la Source, Orléans Spectateurs : 4 089 Arbitrage : Yohann Rouinsard | Stade de la Source, Orléans Spectateurs : 4 089 Arbitrage : Yohann Rouinsard |
| 20h00              | Tomas Delonglée Loval-Landré Glombard Louisy-Daniel | Tirs au but 3 - 4         | Viale Boly Aït Ben Idir Haller Lefebvre | Stade de la Source, Orléans Spectateurs : 4 089 Arbitrage : Yohann Rouinsard | Stade de la Source, Orléans Spectateurs : 4 089 Arbitrage : Yohann Rouinsard |

| Mardi 12 août 2014 | Angers SCO (L2)                              | 2 - 1   | Nîmes Olympique (L2)  |                                                                         |                                                                         |
| 20h00              | Blayac 7e Boufal 66e Camara 87e Thomas 90+1e | (1 - 1) | Nouri 10e Parpeix 13e | Stade Jean-Bouin, Angers Spectateurs : 4 425 Arbitrage : Amaury Delerue | Stade Jean-Bouin, Angers Spectateurs : 4 425 Arbitrage : Amaury Delerue |
| 20h00              | Rapport                                      |         |                       | Stade Jean-Bouin, Angers Spectateurs : 4 425 Arbitrage : Amaury Delerue | Stade Jean-Bouin, Angers Spectateurs : 4 425 Arbitrage : Amaury Delerue |

| Mardi 12 août 2014 | CA Bastia (N)                                 | 1 - 2 a.p.            | US Créteil-Lusitanos (L2)                                           |                                                                           |                                                                           |
| 20h00              | Mba 33e Ripart 108e Doumbia 110e Truchet 112e | (0 - 0, 0 - 0, 1 - 2) | Piquionne 53e Diedhiou 96e Essombé 105e Kerboriou 109e Sangaré 118e | Stade Armand-Cesari, Furiani Spectateurs : 450 Arbitrage : Didier Falcone | Stade Armand-Cesari, Furiani Spectateurs : 450 Arbitrage : Didier Falcone |
| 20h00              | Rapport                                       |                       |                                                                     | Stade Armand-Cesari, Furiani Spectateurs : 450 Arbitrage : Didier Falcone | Stade Armand-Cesari, Furiani Spectateurs : 450 Arbitrage : Didier Falcone |

| Mardi 12 août 2014 | Stade brestois 29 (L2)           | 1 - 1 a.p. 2 - 4 t. a. b. | GFC Ajaccio (L2)                    |                                                                           |                                                                           |
| 20h00              | Martial 64e Sea 82e Grougi 90+1e | (0 - 0, 1 - 1, 1 - 1)     | François 54e Larbi 64e Martinez 95e | Stade Francis-Le Blé, Brest Spectateurs : 4 917 Arbitrage : William Lavis | Stade Francis-Le Blé, Brest Spectateurs : 4 917 Arbitrage : William Lavis |
| 20h00              | Rapport                          |                           |                                     | Stade Francis-Le Blé, Brest Spectateurs : 4 917 Arbitrage : William Lavis | Stade Francis-Le Blé, Brest Spectateurs : 4 917 Arbitrage : William Lavis |
| 20h00              | Grougi Perez Ramaré Moimbé       | Tirs au but 2 - 4         | Ducourtioux Mayi François Martinez  | Stade Francis-Le Blé, Brest Spectateurs : 4 917 Arbitrage : William Lavis | Stade Francis-Le Blé, Brest Spectateurs : 4 917 Arbitrage : William Lavis |

#### Deuxième tour
| Mardi 26 août 2014 | AJ Auxerre (L2)                                  | 3 - 0   | AS Nancy-Lorraine (L2) | | |
| 18h30              | Viale 10e Viale 41e (pen.) Aguilar 51e Viale 73e | (2 - 0) | Bellugou 71e           | Stade de l'Abbé-Deschamps, Auxerre Spectateurs : 3 757 Diffuseur : France 4 Arbitrage : Sébastien Desiage | Stade de l'Abbé-Deschamps, Auxerre Spectateurs : 3 757 Diffuseur : France 4 Arbitrage : Sébastien Desiage |
| 18h30              | Rapport                                          |         |                        | Stade de l'Abbé-Deschamps, Auxerre Spectateurs : 3 757 Diffuseur : France 4 Arbitrage : Sébastien Desiage | Stade de l'Abbé-Deschamps, Auxerre Spectateurs : 3 757 Diffuseur : France 4 Arbitrage : Sébastien Desiage |

| Mardi 26 août 2014 | LB Châteauroux (L2) | 1 - 3   | Clermont Foot 63 (L2)                                      |                                                                                    |                                                                                    |
| 20h00              | Thil 18e Boyer 61e  | (1 - 1) | Sawadogo 35e Ekobo 48e Novillo 83e Goncalves 85e Saadi 90e | Stade Gaston-Petit, Châteauroux Spectateurs : 2 912 Arbitrage : Jérôme Miguelgorry | Stade Gaston-Petit, Châteauroux Spectateurs : 2 912 Arbitrage : Jérôme Miguelgorry |
| 20h00              | Rapport             |         |                                                            | Stade Gaston-Petit, Châteauroux Spectateurs : 2 912 Arbitrage : Jérôme Miguelgorry | Stade Gaston-Petit, Châteauroux Spectateurs : 2 912 Arbitrage : Jérôme Miguelgorry |

| Mardi 26 août 2014 | Angers SCO (L2)                      | 1 - 2   | AC Arles-Avignon (L2)                     |                                                                      |                                                                      |
| 20h00              | Eudeline 24e Pessalli 45+3e Pépé 73e | (1 - 0) | Bonne 8e Hammar 66e Hammar 72e Hammar 75e | Stade Jean-Bouin, Angers Spectateurs : 3 584 Arbitrage : Johan Hamel | Stade Jean-Bouin, Angers Spectateurs : 3 584 Arbitrage : Johan Hamel |
| 20h00              | Rapport                              |         |                                           | Stade Jean-Bouin, Angers Spectateurs : 3 584 Arbitrage : Johan Hamel | Stade Jean-Bouin, Angers Spectateurs : 3 584 Arbitrage : Johan Hamel |

| Mardi 26 août 2014 | Stade lavallois (L2) | 1 - 0   | Dijon FCO (L2) |                                                                             |                                                                             |
| 20h00              | Diallo 51e           | (0 - 0) |                | Stade Francis-Le-Basser, Laval Spectateurs : 3 824 Arbitrage : Floris Aubin | Stade Francis-Le-Basser, Laval Spectateurs : 3 824 Arbitrage : Floris Aubin |
| 20h00              | Rapport              |         |                | Stade Francis-Le-Basser, Laval Spectateurs : 3 824 Arbitrage : Floris Aubin | Stade Francis-Le-Basser, Laval Spectateurs : 3 824 Arbitrage : Floris Aubin |

| Mardi 26 août 2014 | US Créteil-Lusitanos (L2)       | 2 - 1   | GFC Ajaccio (L2)         |                                                                                     |                                                                                     |
| 20h00              | Seck 34e Seck 64e Piquionne 80e | (1 - 1) | François 45+1e Fabre 89e | Stade Dominique-Duvauchelle, Créteil Spectateurs : 1 812 Arbitrage : Olivier Husset | Stade Dominique-Duvauchelle, Créteil Spectateurs : 1 812 Arbitrage : Olivier Husset |
| 20h00              | Rapport                         |         |                          | Stade Dominique-Duvauchelle, Créteil Spectateurs : 1 812 Arbitrage : Olivier Husset | Stade Dominique-Duvauchelle, Créteil Spectateurs : 1 812 Arbitrage : Olivier Husset |

| Mardi 26 août 2014 | ES Troyes AC (L2)                       | 1 - 4   | AC Ajaccio (L2)                                             |                                                                         |                                                                         |
| 20h00              | Rincon 39e Azamoum 67e Gope-Fenepej 69e | (0 - 0) | Madri 52e Fauvergue 54e Oliech 59e Gonçalves 63e Oliech 65e | Stade de l'Aube, Troyes Spectateurs : 6 904 Arbitrage : Stéphane Jochem | Stade de l'Aube, Troyes Spectateurs : 6 904 Arbitrage : Stéphane Jochem |
| 20h00              | Rapport                                 |         |                                                             | Stade de l'Aube, Troyes Spectateurs : 6 904 Arbitrage : Stéphane Jochem | Stade de l'Aube, Troyes Spectateurs : 6 904 Arbitrage : Stéphane Jochem |

### Phase finale

#### Seizièmes de finale
| Mardi 28 octobre 2014 | Évian Thonon Gaillard                      | 1 - 2   | FC Lorient           |                                                                        |                                                                        |
| 20h00                 | Wass 7e Mensah 58e Ninković 65e Mensah 90e | (1 - 1) | Lavigne 15e Ayew 73e | Parc des Sports, Annecy Spectateurs : 4 526 Arbitrage : Clément Turpin | Parc des Sports, Annecy Spectateurs : 4 526 Arbitrage : Clément Turpin |
| 20h00                 | Rapport                                    |         |                      | Parc des Sports, Annecy Spectateurs : 4 526 Arbitrage : Clément Turpin | Parc des Sports, Annecy Spectateurs : 4 526 Arbitrage : Clément Turpin |

| Mardi 28 octobre 2014 | Stade de Reims                                                  | 2 - 3 a.p.            | AC Arles-Avignon (L2)                                                                                                  |                                                                             |                                                                             |
| 20h00                 | de Préville 26e Tacalfred 68e Courtet 90e Mandi 112e Diego 118e | (1 - 0, 2 - 2, 2 - 3) | Niang 63e Ouaamar 74e Savanier 81e Gigot 90+3e Gigot 92e Rodriguez 93e Delač 93e Ouaamar 102e Savanier 110e Bonne 119e | Stade Auguste-Delaune, Reims Spectateurs : 7 336 Arbitrage : Antony Gautier | Stade Auguste-Delaune, Reims Spectateurs : 7 336 Arbitrage : Antony Gautier |
| 20h00                 | Rapport                                                         |                       | | Stade Auguste-Delaune, Reims Spectateurs : 7 336 Arbitrage : Antony Gautier | Stade Auguste-Delaune, Reims Spectateurs : 7 336 Arbitrage : Antony Gautier |

| Mardi 28 octobre 2014 | Montpellier HSC        | 0 - 1   | AC Ajaccio (L2)       |                                                                               |                                                                               |
| 20h00                 | Hilton 36e Mounier 78e | (0 - 1) | Abergel 37e Madri 44e | Altrad Stadium, Montpellier Spectateurs : 7 386 Arbitrage : Sébastien Moreira | Altrad Stadium, Montpellier Spectateurs : 7 386 Arbitrage : Sébastien Moreira |
| 20h00                 | Rapport                |         |                       | Altrad Stadium, Montpellier Spectateurs : 7 386 Arbitrage : Sébastien Moreira | Altrad Stadium, Montpellier Spectateurs : 7 386 Arbitrage : Sébastien Moreira |

| Mardi 28 octobre 2014 | Stade Malherbe de Caen                                              | 4 - 3 a.p.            | Clermont Foot (L2)                                         |                                                                               |                                                                               |
| 20h00                 | Féret 55e Seube 70e Duhamel 72e Bazile 83e Yahia 86e Duhamel 120+1e | (0 - 0, 3 - 3, 3 - 3) | Nkololo 34e Dugimont 49e Novillo 61e Capelle 72e Diogo 88e | Stade Michel-d'Ornano, Caen Spectateurs : 8 635 Arbitrage : Bartolomeu Varela | Stade Michel-d'Ornano, Caen Spectateurs : 8 635 Arbitrage : Bartolomeu Varela |
| 20h00                 | Rapport                                                             |                       |                                                            | Stade Michel-d'Ornano, Caen Spectateurs : 8 635 Arbitrage : Bartolomeu Varela | Stade Michel-d'Ornano, Caen Spectateurs : 8 635 Arbitrage : Bartolomeu Varela |

| Mardi 28 octobre 2014 | FC Nantes                                          | 4 - 0   | Stade lavallois (L2) |                                                                                  |                                                                                  |
| 20h00                 | Shechter 4e Bessat 57e Bangoura 72e Shechter 90+1e | (1 - 0) | Alla 71e             | Stade de la Beaujoire, Nantes Spectateurs : 24 551 Arbitrage : Sébastien Desiage | Stade de la Beaujoire, Nantes Spectateurs : 24 551 Arbitrage : Sébastien Desiage |
| 20h00                 | Rapport                                            |         |                      | Stade de la Beaujoire, Nantes Spectateurs : 24 551 Arbitrage : Sébastien Desiage | Stade de la Beaujoire, Nantes Spectateurs : 24 551 Arbitrage : Sébastien Desiage |

| Mardi 28 octobre 2014 | RC Lens | 0 - 2   | US Créteil-Lusitanos (L2)                          |                                                                              |                                                                              |
| 20h00                 |         | (0 - 0) | Lesage 58e Esor 60e Lesage 74e Seck 84e Genest 87e | Stade de la Licorne, Amiens Spectateurs : 3 848 Arbitrage : Alexandre Castro | Stade de la Licorne, Amiens Spectateurs : 3 848 Arbitrage : Alexandre Castro |
| 20h00                 | Rapport |         |                                                    | Stade de la Licorne, Amiens Spectateurs : 3 848 Arbitrage : Alexandre Castro | Stade de la Licorne, Amiens Spectateurs : 3 848 Arbitrage : Alexandre Castro |

| Mardi 28 octobre 2014 | SC Bastia                                   | 3 - 1   | AJ Auxerre (L2)       |                                                                             |                                                                             |
| 20h00                 | Boudebouz 31e Ayité 58e Cissé 64e Cissé 71e | (0 - 1) | Mbombo 13e Diarra 63e | Stade Armand-Cesari, Furiani Spectateurs : 4 381 Arbitrage : Amaury Delerue | Stade Armand-Cesari, Furiani Spectateurs : 4 381 Arbitrage : Amaury Delerue |
| 20h00                 | Rapport                                     |         |                       | Stade Armand-Cesari, Furiani Spectateurs : 4 381 Arbitrage : Amaury Delerue | Stade Armand-Cesari, Furiani Spectateurs : 4 381 Arbitrage : Amaury Delerue |

| Mardi 28 octobre 2014 | Toulouse Football Club | 1 - 3   | Girondins de Bordeaux                                                     |                                                                                       |                                                                                       |
| 21h00                 | Akpa-Akpro 84e         | (0 - 2) | Pallois 17e Kaabouni 23e Contento 24e Pallois 61e Pallois 63e Diabaté 68e | Stadium, Toulouse Spectateurs : 11 331 Diffuseur : France 4 Arbitrage : Fredy Fautrel | Stadium, Toulouse Spectateurs : 11 331 Diffuseur : France 4 Arbitrage : Fredy Fautrel |
| 21h00                 | Rapport                |         |                                                                           | Stadium, Toulouse Spectateurs : 11 331 Diffuseur : France 4 Arbitrage : Fredy Fautrel | Stadium, Toulouse Spectateurs : 11 331 Diffuseur : France 4 Arbitrage : Fredy Fautrel |

| Mercredi 29 octobre 2014 | OGC Nice                                              | 3 - 3 a.p. 2 - 3 t. a. b. | FC Metz                                                                             |                                                                                         |                                                                                         |
| 18h30                    | Maupay 20e Palun 32e Bosetti 37e Cvitanich 88e (pen.) | (2 - 3, 3 - 3, 3 - 3)     | Palomino 5e N'Gbakoto 13e Vion 17e Kashi 42e Marchal 45+1e Doukouré 82e Rocchi 113e | Allianz Riviera, Nice Spectateurs : 9 560 Diffuseur : France 4 Arbitrage : Ruddy Buquet | Allianz Riviera, Nice Spectateurs : 9 560 Diffuseur : France 4 Arbitrage : Ruddy Buquet |
| 18h30                    | Rapport                                               |                           |                                                                                     | Allianz Riviera, Nice Spectateurs : 9 560 Diffuseur : France 4 Arbitrage : Ruddy Buquet | Allianz Riviera, Nice Spectateurs : 9 560 Diffuseur : France 4 Arbitrage : Ruddy Buquet |
| 18h30                    | Bodmer Cvitanich Pléa Eysseric Bosetti                | Tirs au but 2 - 3         | Malouda Doukouré Marchal Palomino                                                   | Allianz Riviera, Nice Spectateurs : 9 560 Diffuseur : France 4 Arbitrage : Ruddy Buquet | Allianz Riviera, Nice Spectateurs : 9 560 Diffuseur : France 4 Arbitrage : Ruddy Buquet |

| Mercredi 29 octobre 2014 | Stade rennais FC                                 | 2 - 1   | Olympique de Marseille                               | | |
| 20h55                    | Konradsen 60e Ntep 63e Habibou 72e Hosiner 90+3e | (0 - 1) | Batshuayi 19e Nkoulou 43e Barrada 48e Dja Djédjé 63e | Stade de la Route de Lorient, Rennes Spectateurs : 26 660 Diffuseur : France 3 Arbitrage : Saïd Ennjimi | Stade de la Route de Lorient, Rennes Spectateurs : 26 660 Diffuseur : France 3 Arbitrage : Saïd Ennjimi |
| 20h55                    | Rapport                                          |         |                                                      | Stade de la Route de Lorient, Rennes Spectateurs : 26 660 Diffuseur : France 3 Arbitrage : Saïd Ennjimi | Stade de la Route de Lorient, Rennes Spectateurs : 26 660 Diffuseur : France 3 Arbitrage : Saïd Ennjimi |

#### Huitièmes de finale
| 16 décembre 2014 | SC Bastia (L1)                                        | 3 - 2 a.p               | SM Caen (L1)                                            |                                                                                                 |                                                                                                 |
| 18h00            | Gillet 42e Koné 89e Mokulu 90+3e Koné 92e Mokulu 103e | (1 - 1 , 2 - 2 , 3 - 2) | Privat 12e Saez 72e Yahia 90+2e Nangis 103e Adéoti 104e | Stade Armand-Cesari, Furiani Spectateurs : 3 034 Diffuseur : France 4 Arbitrage : Philippe Kalt | Stade Armand-Cesari, Furiani Spectateurs : 3 034 Diffuseur : France 4 Arbitrage : Philippe Kalt |
| 18h00            | Rapport                                               |                         |                                                         | Stade Armand-Cesari, Furiani Spectateurs : 3 034 Diffuseur : France 4 Arbitrage : Philippe Kalt | Stade Armand-Cesari, Furiani Spectateurs : 3 034 Diffuseur : France 4 Arbitrage : Philippe Kalt |

| 16 décembre 2014 | FC Nantes (L1)                                                                         | 4 - 2 a.p               | FC Metz (L1)                                                        | | |
| 21h00            | Vizcarrondo 71e Gakpé 83e (pen.) Riou 84e Audel 92e Deaux 94e Gomis 101e Bangoura 118e | (0 - 0 , 2 - 2 , 3 - 2) | Falcón 60e Doukouré 62e Sarr 69e Bussmann 82e Vion 84e Choplin 101e | Stade de la Beaujoire, Nantes Spectateurs : 12 601 Diffuseur : France 4 Arbitrage : Amaury Delerue | Stade de la Beaujoire, Nantes Spectateurs : 12 601 Diffuseur : France 4 Arbitrage : Amaury Delerue |
| 21h00            | Rapport                                                                                |                         |                                                                     | Stade de la Beaujoire, Nantes Spectateurs : 12 601 Diffuseur : France 4 Arbitrage : Amaury Delerue | Stade de la Beaujoire, Nantes Spectateurs : 12 601 Diffuseur : France 4 Arbitrage : Amaury Delerue |

| 17 décembre 2014 | FC Lorient (L1) | 0 - 1   | AS Saint-Étienne (L1)               |                                                                                                |                                                                                                |
| 18h40            |                 | (0 - 0) | Hamouma 48e Théophile-Catherine 85e | Stade du Moustoir, Lorient Spectateurs : 9 015 Diffuseur : France 4 Arbitrage : Benoît Bastien | Stade du Moustoir, Lorient Spectateurs : 9 015 Diffuseur : France 4 Arbitrage : Benoît Bastien |
| 18h40            | Rapport         |         |                                     | Stade du Moustoir, Lorient Spectateurs : 9 015 Diffuseur : France 4 Arbitrage : Benoît Bastien | Stade du Moustoir, Lorient Spectateurs : 9 015 Diffuseur : France 4 Arbitrage : Benoît Bastien |

| 17 décembre 2014 | Olympique lyonnais (L1)                      | 1 - 1 a.p. 4 - 5 t. a. b. | AS Monaco FC (L1)                                                   |                                                                                             |                                                                                             |
| 21h00            | Bedimo 47e Lacazette 106e                    | (0 - 0 , 0 - 0 , 0 - 1)   | Diallo 15e Ferreira Carrasco 86e Ferreira Carrasco 97e Fabinho 120e | Stade de Gerland, Lyon Spectateurs : 21 541 Diffuseur : France 3 Arbitrage : Antony Gautier | Stade de Gerland, Lyon Spectateurs : 21 541 Diffuseur : France 3 Arbitrage : Antony Gautier |
| 21h00            | Rapport                                      |                           |                                                                     | Stade de Gerland, Lyon Spectateurs : 21 541 Diffuseur : France 3 Arbitrage : Antony Gautier | Stade de Gerland, Lyon Spectateurs : 21 541 Diffuseur : France 3 Arbitrage : Antony Gautier |
| 21h00            | Gonalons Lacazette Ghezzal Koné Umtiti Ferri | Tirs au but 4 - 5         | Toulalan López Martial Fabinho Silva Ocampos                        | Stade de Gerland, Lyon Spectateurs : 21 541 Diffuseur : France 3 Arbitrage : Antony Gautier | Stade de Gerland, Lyon Spectateurs : 21 541 Diffuseur : France 3 Arbitrage : Antony Gautier |

| 17 décembre 2014 | Lille OSC (L1)                                                    | 1 - 1 a.p. 6 - 5 t. a. b. | FC Girondins de Bordeaux (L1)                                   | | |
| 21h00            | Frey 30e                                                          | (1 - 1 , 1 - 1 , 1 - 1)   | Mariano 17e Pallois 110e Mariano 115e                           | Stade Pierre-Mauroy, Villeneuve-d'Ascq Spectateurs : 10 035 Diffuseur : France 3 Arbitrage : Clément Turpin | Stade Pierre-Mauroy, Villeneuve-d'Ascq Spectateurs : 10 035 Diffuseur : France 3 Arbitrage : Clément Turpin |
| 21h00            | Rapport                                                           |                           |                                                                 | Stade Pierre-Mauroy, Villeneuve-d'Ascq Spectateurs : 10 035 Diffuseur : France 3 Arbitrage : Clément Turpin | Stade Pierre-Mauroy, Villeneuve-d'Ascq Spectateurs : 10 035 Diffuseur : France 3 Arbitrage : Clément Turpin |
| 21h00            | Balmont Meïté Rodelin Sidibé Mendes Origi Enyeama Rozehnal Souaré | Tirs au but 6 - 5         | Sertic Faubert Plašil Touré Diabaté Pallois Sané Traoré Mariano | Stade Pierre-Mauroy, Villeneuve-d'Ascq Spectateurs : 10 035 Diffuseur : France 3 Arbitrage : Clément Turpin | Stade Pierre-Mauroy, Villeneuve-d'Ascq Spectateurs : 10 035 Diffuseur : France 3 Arbitrage : Clément Turpin |

| 17 décembre 2014 | AC Ajaccio (L2)                            | 1 - 3   | Paris Saint-Germain (L1)                                    |                                                                                                   |                                                                                                   |
| 21h00            | Cavalli 27e (pen.) Gonçalves 38e Madri 64e | (1 - 0) | Chantôme 45e Lavezzi 54e Cavani 55e Aurier 80e Bahebeck 84e | Stade François-Coty, Ajaccio Spectateurs : 4 980 Diffuseur : France 3 Arbitrage : Stéphane Lannoy | Stade François-Coty, Ajaccio Spectateurs : 4 980 Diffuseur : France 3 Arbitrage : Stéphane Lannoy |
| 21h00            | Rapport                                    |         |                                                             | Stade François-Coty, Ajaccio Spectateurs : 4 980 Diffuseur : France 3 Arbitrage : Stéphane Lannoy | Stade François-Coty, Ajaccio Spectateurs : 4 980 Diffuseur : France 3 Arbitrage : Stéphane Lannoy |

| 17 décembre 2014 | AC Arles-Avignon (L2)    | 0 - 2   | EA Guingamp (L1)         |                                                                                             |                                                                                             |
| 21h00            | Gigot 22e Savanier 90+1e | (0 - 1) | Mandanne 13e Beauvue 68e | Parc des Sports, Avignon Spectateurs : 1 676 Diffuseur : France 3 Arbitrage : Wilfried Bien | Parc des Sports, Avignon Spectateurs : 1 676 Diffuseur : France 3 Arbitrage : Wilfried Bien |
| 21h00            | Rapport                  |         |                          | Parc des Sports, Avignon Spectateurs : 1 676 Diffuseur : France 3 Arbitrage : Wilfried Bien | Parc des Sports, Avignon Spectateurs : 1 676 Diffuseur : France 3 Arbitrage : Wilfried Bien |

| 17 décembre 2014 | Stade rennais FC (L1) | 1 - 0   | US Créteil-Lusitanos (L2)          | | |
| 21h00            | Armand 69e            | (0 - 0) | Ilunga 6e Andriatsima 28e Seck 64e | Stade de la Route de Lorient, Rennes Spectateurs : 12 300 Diffuseur : France 3 Arbitrage : Ruddy Buquet | Stade de la Route de Lorient, Rennes Spectateurs : 12 300 Diffuseur : France 3 Arbitrage : Ruddy Buquet |
| 21h00            | Rapport               |         |                                    | Stade de la Route de Lorient, Rennes Spectateurs : 12 300 Diffuseur : France 3 Arbitrage : Ruddy Buquet | Stade de la Route de Lorient, Rennes Spectateurs : 12 300 Diffuseur : France 3 Arbitrage : Ruddy Buquet |

#### Quarts de finale
Les quarts de finale se déroulent les mardi 13 et mercredi 14 janvier 2015. Le tirage au sort pour les demi-finales est intégral et réalisé par Vahid Halilhodžić après la rencontre entre le LOSC Lille et le FC Nantes au stade Pierre-Mauroy.
| 13 janvier 2015 | SC Bastia (L1)                                                            | 3 - 1   | Stade rennais FC (L1)                              |                                                                                                  |                                                                                                  |
| 18h40           | Djiku 13e Cahuzac 41e Squillaci 46e Danzé 71e (csc) Marange 73e Cissé 90e | (0 - 1) | Armand 12e Konradsen 48e Konradsen 65e Lenjani 76e | Stade Armand-Cesari, Furiani Spectateurs : 4 836 Diffuseur : France 4 Arbitrage : Clément Turpin | Stade Armand-Cesari, Furiani Spectateurs : 4 836 Diffuseur : France 4 Arbitrage : Clément Turpin |
| 18h40           | Rapport                                                                   |         |                                                    | Stade Armand-Cesari, Furiani Spectateurs : 4 836 Diffuseur : France 4 Arbitrage : Clément Turpin | Stade Armand-Cesari, Furiani Spectateurs : 4 836 Diffuseur : France 4 Arbitrage : Clément Turpin |

| 13 janvier 2015 | AS Saint-Étienne (L1)                           | 0 - 1   | Paris Saint-Germain (L1)                                       | | |
| 21h00           | Lemoine 44e Corgnet 57e Ruffier 73e Tabanou 85e | (0 - 0) | Ibrahimović 38e Ibrahimović 72e Motta 81e Matudi 84e Lucas 86e | Stade Geoffroy-Guichard, Saint-Étienne Spectateurs : 28 855 Diffuseur : France 2 Arbitrage : Saïd Ennjimi | Stade Geoffroy-Guichard, Saint-Étienne Spectateurs : 28 855 Diffuseur : France 2 Arbitrage : Saïd Ennjimi |
| 21h00           | Rapport                                         |         |                                                                | Stade Geoffroy-Guichard, Saint-Étienne Spectateurs : 28 855 Diffuseur : France 2 Arbitrage : Saïd Ennjimi | Stade Geoffroy-Guichard, Saint-Étienne Spectateurs : 28 855 Diffuseur : France 2 Arbitrage : Saïd Ennjimi |

| 14 janvier 2015 | AS Monaco (L1)                                      | 2 - 0   | EA Guingamp (L1)          |                                                                                               |                                                                                               |
| 17h00           | Berbatov 8e Bakayoko 43e Berbatov 70e Martial 90+4e | (1 - 0) | Mandanne 36e Sankharé 82e | Stade Louis-II, Monaco Spectateurs : 4 785 Diffuseur : France 2 Arbitrage : Nicolas Rainville | Stade Louis-II, Monaco Spectateurs : 4 785 Diffuseur : France 2 Arbitrage : Nicolas Rainville |
| 17h00           | Rapport                                             |         |                           | Stade Louis-II, Monaco Spectateurs : 4 785 Diffuseur : France 2 Arbitrage : Nicolas Rainville | Stade Louis-II, Monaco Spectateurs : 4 785 Diffuseur : France 2 Arbitrage : Nicolas Rainville |

| 14 janvier 2015 | LOSC Lille (L1)              | 2 - 0   | FC Nantes (L1) | | |
| 21h00           | Corchia 9e Baša 53e Kjær 69e | (1 - 0) | Gakpé 57e      | Stade Pierre-Mauroy, Villeneuve-d'Ascq Spectateurs : 11 106 Diffuseur : France 3 Arbitrage : Ruddy Buquet | Stade Pierre-Mauroy, Villeneuve-d'Ascq Spectateurs : 11 106 Diffuseur : France 3 Arbitrage : Ruddy Buquet |
| 21h00           | Rapport                      |         |                | Stade Pierre-Mauroy, Villeneuve-d'Ascq Spectateurs : 11 106 Diffuseur : France 3 Arbitrage : Ruddy Buquet | Stade Pierre-Mauroy, Villeneuve-d'Ascq Spectateurs : 11 106 Diffuseur : France 3 Arbitrage : Ruddy Buquet |

#### Demi-finales
Les demi-finales se déroulent le mardi 3 et le mercredi 4 février 2015.
| 3 février 2015 | LOSC Lille (L1)        | 0 - 1   | Paris Saint-Germain (L1)                    | | |
| 21h00          | Balmont 43e Sidibé 44e | (0 - 1) | Maxwell 27e Lucas 34e Verratti 45e Luiz 51e | Stade Pierre-Mauroy, Villeneuve-d'Ascq Spectateurs : 41 977 Diffuseur : France 2 Arbitrage : Lionel Jaffredo | Stade Pierre-Mauroy, Villeneuve-d'Ascq Spectateurs : 41 977 Diffuseur : France 2 Arbitrage : Lionel Jaffredo |
| 21h00          | Rapport                |         |                                             | Stade Pierre-Mauroy, Villeneuve-d'Ascq Spectateurs : 41 977 Diffuseur : France 2 Arbitrage : Lionel Jaffredo | Stade Pierre-Mauroy, Villeneuve-d'Ascq Spectateurs : 41 977 Diffuseur : France 2 Arbitrage : Lionel Jaffredo |

| 4 février 2015 | AS Monaco(L1)                                                          | 0 - 0 a.p. 6 - 7 t. a. b. | SC Bastia (L1)                                                        |                                                                                            |                                                                                            |
| 21h00          | Fabinho 48e Dirar 92e                                                  | (0 - 0, 0 - 0, 0 - 0)     | Palmieri 92e Romaric 120e                                             | Stade Louis-II, Monaco Spectateurs : 8 260 Diffuseur : France 3 Arbitrage : Antony Gautier | Stade Louis-II, Monaco Spectateurs : 8 260 Diffuseur : France 3 Arbitrage : Antony Gautier |
| 21h00          | Rapport                                                                |                           |                                                                       | Stade Louis-II, Monaco Spectateurs : 8 260 Diffuseur : France 3 Arbitrage : Antony Gautier | Stade Louis-II, Monaco Spectateurs : 8 260 Diffuseur : France 3 Arbitrage : Antony Gautier |
| 21h00          | Martial Silva Fabinho Kurzawa Moutinho Toulalan Traoré Echiejile Dirar | Tirs au but 6 - 7         | Boudebouz Gillet Sio Modesto Palmieri Marange Ongenda Cioni Squillaci | Stade Louis-II, Monaco Spectateurs : 8 260 Diffuseur : France 3 Arbitrage : Antony Gautier | Stade Louis-II, Monaco Spectateurs : 8 260 Diffuseur : France 3 Arbitrage : Antony Gautier |

#### Finale
La finale se déroule le samedi 11 avril 2015.
| 11 avril 2015 | SC Bastia (L1)                                    | 0 - 4   | Paris Saint-Germain FC (L1)                      |                                                                                                   |                                                                                                   |
| 21h00         | Squillaci 20e Cahuzac 24e Peybernes 85e Cioni 88e | (0 - 2) | Ibrahimović 21e 41e Cavani 80e 90+2e Lavezzi 43e | Stade de France, Saint-Denis Spectateurs : 71 969 Diffuseur : France 2 Arbitrage : Benoît Bastien | Stade de France, Saint-Denis Spectateurs : 71 969 Diffuseur : France 2 Arbitrage : Benoît Bastien |
| 21h00         | Rapport                                           |         |                                                  | Stade de France, Saint-Denis Spectateurs : 71 969 Diffuseur : France 2 Arbitrage : Benoît Bastien | Stade de France, Saint-Denis Spectateurs : 71 969 Diffuseur : France 2 Arbitrage : Benoît Bastien |

## Statistiques

### Nombre d'équipes par division et par tour
| Divisions / Manches               | Premier tour | Deuxième tour           | Seizièmes de finale (10 rencontres) | Huitièmes de finale     | Quarts de finale        | Demi- finales           | Finale                  |
| --------------------------------- | ------------ | ----------------------- | ----------------------------------- | ----------------------- | ----------------------- | ----------------------- | ----------------------- |
| Ligue 1 (clubs européens) 6 clubs | non présents | non présents            | non présents                        | 6                       | 5                       | 3                       | 1                       |
| Ligue 1 (non-européens) 14 clubs  | non présents | non présents            | 14                                  | 7                       | 3                       | 1                       | 1                       |
| Ligue 2 20 clubs                  | 18           | 12                      | 6                                   | 3                       | plus d'équipes engagées | plus d'équipes engagées | plus d'équipes engagées |
| National 2 clubs                  | 2            | plus d'équipes engagées | plus d'équipes engagées             | plus d'équipes engagées | plus d'équipes engagées | plus d'équipes engagées | plus d'équipes engagées |
| Total                             | 20           | 12                      | 20                                  | 16                      | 8                       | 4                       | 2                       |

### Meilleurs buteurs
|   | Buteur             | Club                   | Buts |
| - | ------------------ | ---------------------- | ---- |
| 1 | Edinson Cavani     | Paris Saint-Germain FC | 3    |
| 2 | Djibril Cissé      | SC Bastia              | 3    |
| 3 | Quentin N'Gakoutou | AC Arles-Avignon       | 3    |